# Święto Reformacji

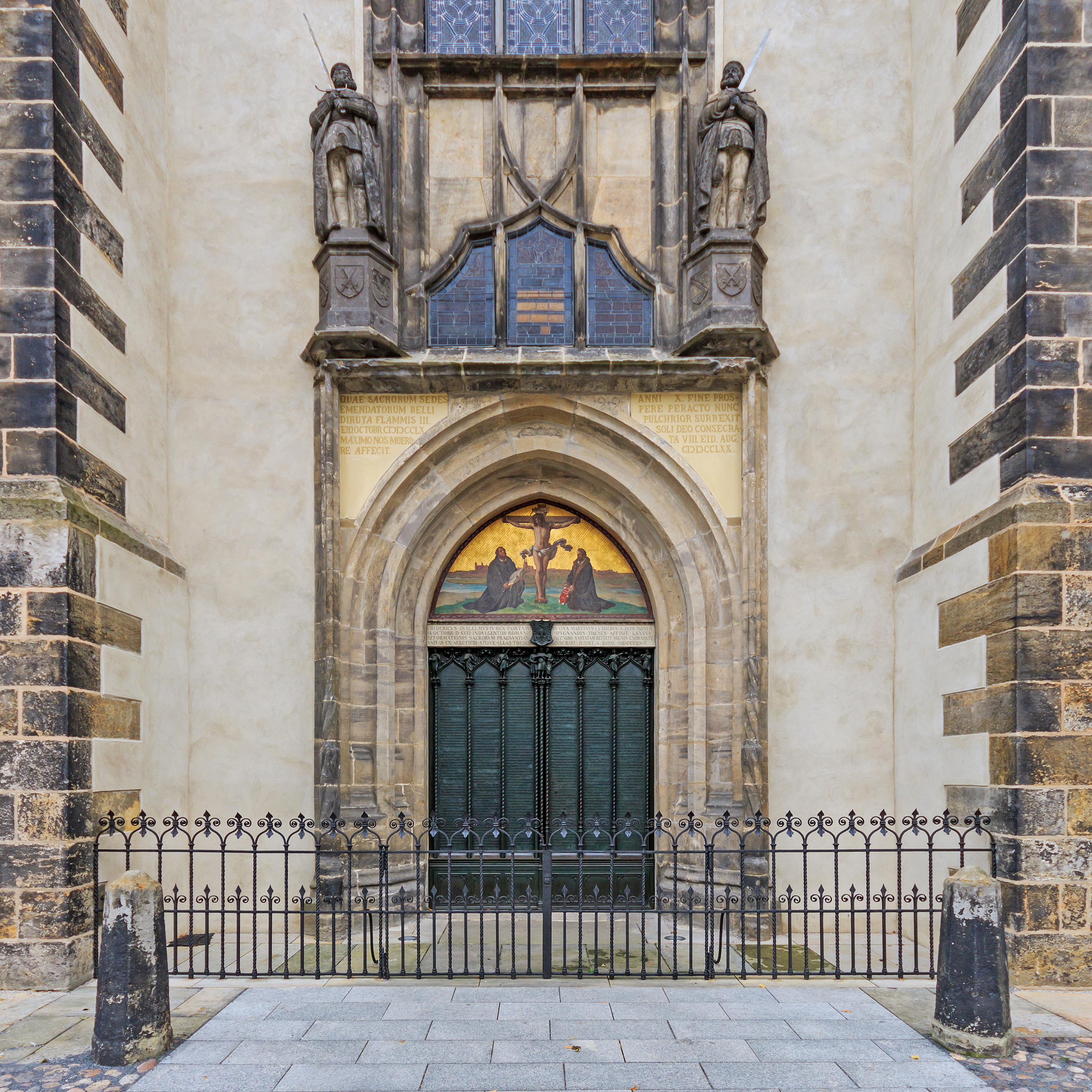
Drzwi Kościoła Zamkowego w Wittenberdze, na których według podania Marcin Luter przybił 95 tez.

Święto Reformacji, Pamiątka Reformacji – jedno z ważniejszych świąt obchodzonych przez Kościoły protestanckie, obchodzone przeważnie 31 października.

## Historia
Święto obchodzono po raz pierwszy w Saksonii w 1667. Upamiętnia ono początek dzieła odnowy (reformacji) Kościoła chrześcijańskiego, czego symbolem stało się ogłoszenie 31 października 1517 przez Marcina Lutra w Wittenberdze 95 tez. Obejmowały one m.in. krytykę ówczesnego Kościoła zachodniego. Wystąpienia dla Lutra dały początek reformacji. Jak mówi podanie, Luter wywiesił swoje tezy na drzwiach Kościoła zamkowego w Wittenberdze. W przeciwieństwie do typowo luterańskiego święta – Pamiątki Wyznania Augsburskiego – Święto Reformacji ma charakter ponadwyznaniowy i obchodzone jest przez różne Kościoły protestanckie, główne powstałe w XVI wieku, ale także ukształtowane później, w tym Kościoły ewangelikalne.

## Obchody
Obchodom święta towarzyszy nabożeństwo i zazwyczaj odśpiewanie hymnu reformacji autorstwa Marcina Lutra pt. Warownym grodem jest nasz Bóg. W zależności od wyznania istnieją różne tradycje obchodzenia tego święta. Niektóre zbory przesuwają nieznacznie termin Święta Reformacji, np. na niedzielę poprzedzającą 31 października, bądź następującą po tej dacie. 
Parafia Ewangelicko-Augsburska Świętej Trójcy w Warszawie rozpoczęła w 2010 roku akcję ewangelizacyjną, promującą Święto Reformacji, na swojej witrynie internetowej Pamiętaj-jesteśmy. 
W parafii ewangelicko-augsburskiej w Katowicach od wielu lat w Święto Reformacji wręcza się powstałą z inicjatywny bp. Tadeusza Szurmana doroczną nagrodę pn. Śląski Szmaragd jako wyróżnienie dla osób szczególnie zasłużonych dla ekumenizmu, dialogu i śląskiej spuścizny kulturowej. W uroczystościach tych uczestniczą wierni ogółu katowickich Kościołów protestanckich, tj. obok luteran także m.in. metodyści, baptyści i zielonoświątkowcy.

### Nabożeństwo w Kościele luterańskim
Pamiątka reformacji w Kościołach ewangelicko-augsburskich uczczona jest m.in. uroczystym nabożeństwem. Hasłem dnia jest werset z Nowego Testamentu:

Fundamentu innego nikt nie może założyć oprócz tego, który jest założony, a którym jest Jezus Chrystus.
1 Koryntian 3:11, Biblia warszawska

Odczytywany jest również Psalm 46:2-8, który był pierwowzorem dla napisania Hymnu Reformacji. Obowiązuje barwa liturgiczna czerwona. Introitem jest fragment Listu do Rzymian (1:16), Psalmu 46 lub 119:46. Graduale stanowi werset 12. Psalmu 84, zaś antyfonę – Psalm 38:16.

### Zwyczaje innych Kościołów protestanckich
Kościoły reformowane (kalwińskie) w Szwajcarii obchodzą Święto Reformacji w pierwszą niedzielę listopada (czyli w pierwszą niedzielę po 31. października). Nabożeństwo w tym dniu ma uroczysty charakter, bo – w odróżnieniu od zwykłych niedziel – zazwyczaj odbywa się podczas niego komunia.
Wiele Kościołów ewangelikalnych, w tym i zielonoświątkowych, jako wspólnoty zakorzenione w tradycji i duchowości protestanckiej, przywiązuje dużą wagę do Święta Reformacji. W dniu tym mogą odbywać się okolicznościowe nabożeństwa poświęcone tematyce odnowy Kościoła i życia w duchu Ewangelii oraz upamiętniające reformacyjne wystąpienie Marcina Lutra, wykłady dotyczące przyczyn, historii i celu reformacji, prezentacje, festiwale, bądź projekcje filmów, w zależności od zwyczajów wyznania i zboru. Święto obchodzone jest oficjalnie przez ewangelikalne zbory należące do Toruńskiego Przymierza Protestanckiego, które organizuje coroczne jego obchody w Toruniu, niezależnie od spotkań ekumenicznych organizowanych przez tamtejszą Parafię Ewangelicko-Augsburską.

## Status prawny
Święto Reformacji jest dniem wolnym od pracy m.in. w niektórych landach Niemiec: od 1990 w Brandenburgii, Meklemburgii-Pomorzu Przednim, Hamburgu, Saksonii, Saksonii-Anhalt i Turyngii, od 2018 także w Szlezwiku-Holsztynie, Hamburgu, Dolnej Saksonii i Bremie; ponadto w Chile a także w całej Słowenii, mimo iż protestanci stanowią mniej niż 1% słoweńskiego społeczeństwa. W Polsce, na podstawie art. 14 Ustawy o stosunku Państwa do Kościoła Ewangelicko-Augsburskiego w Rzeczypospolitej Polskiej, luteranie mają w tym dniu prawo do zwolnienia od nauki lub pracy.